# Bill Haley
Bill Haley [bil hejly] (6. července 1925 Highland Park, Michigan, USA – 9. února 1981 Harlingen, Texas), celým jménem William John Cliffton Haley, Jr., byl jedním z prvních amerických rokenrolových hudebníků. Největší hit Rock Around the Clock (1954) nazpíval se svou skupinou Bill Haley & His Comets. Je nazýván též otcem rokenrolu.

## Život
Narodil se v Highland Parku na předměstí Detroitu a v rodném listě měl uvedeno jméno William John Clifton Haley jr. Ve čtyřech letech podstoupil operaci ucha, po které oslepl na levé oko. Oba rodiče měli rádi hudbu, otec hrál na banjo a mandolínu, matka na klavír. V deseti letech dostal Bill svou první kytaru a sám se na ni naučil hrát. 

### Hudební kariéra
V patnácti letech odešel z domova rozhodnut, že se stane profesionálním muzikantem. Začínal ve skupině Cousin Lee’s Band, která hrála ve stylu country and western. V dalších letech vystupoval s různými country skupinami a nahrál s nimi několik písniček. Koncem čtyřicátých let získal místo diskžokeje v rozhlasové stanici WPWA.  V roce 1950 založil svou vlastní kapelu The Four Aces of Western Swing, aby mohl hrát ve vlastním stylu. O rok později už slavil první velký úspěch s gramofonovou nahrávkou písně Rock the Joint. 
Od roku 1952 stál v čele skupiny s názvem The Comets (dříve The Saddleman) a jejich vlastní skladba Crazy Man Crazy se stala jedním z nejúspěšnějších gramofonových snímků v celonárodní americké hitparádě roku 1953.  Uplatnil se v ní jednoduchý doprovod s výraznou rytmikou, sólový saxofon a Haleyho jednoduchý a rytmický hlasový projev. Brzy poté dostala kapela definitivní název Bill Haley & His Comets.
V roce 1954 nahrála skupina u gramofonové firmy Decca čtyři skladby, mezi nimi také Rock Around The Clock, která se několik týdnů držela v americkém žebříčku popových singlů, ale bez většího ohlasu. Její druhé vydání v roce 1955 už přineslo celosvětový úspěch a píseň se umístila na prvním místě hitparád v řadě zemí světa. Větší úspěch zpočátku zaznamenal druhý singl s titulní stranou Shake, Rattle and Roll, kterého se prodalo více než milion kusů a dostal se na první místo žebříčku ve Velké Británii.
Nový styl rockové hudby v interpretaci Billa Haleyho znamenal přelom v populární hudbě. Své pojmenování získal podle slov z refrénu Haleyho nahrávky skladby Rock A–Beatin′ Boogie (rock everybody, roll everybody).  V letech 1955 až 1958 měl řadu dalších hitů, jako Burn the Candle, See You Later, Alligator, Hot Dog, Buddy Buddy, Don′t knock the Rock a jeho popularita byla na vrcholu. Objevil se v několika hudebních filmech a skladba Rock Around the Clock zazněla jako ústřední hudební motiv filmu Blackboard Jungle (Džungle před tabulí). Bill Haley jako první rockových hudebník vystoupil v televizním programu Ed Sullivan Show v srpnu 1957, po kterém následovaly další televizní nahrávky celé kapely.
Popularita kapely začala klesat po roce 1958, kdy se objevily nové hvězdy jako Elvis Presley, Jerry Lee Lewis a Little Richard. V letech 1961–1962 měl velké úspěchy především v Mexiku a dalších zemích Latinské Ameriky. V 60. a 70. letech se Bill Haley orientoval více na styl country and western, v němž nahrál několik alb (On Stage, Golden Country origins nebo Rock Around thr Country). Po návratu rokenrolu na světovou hudební scénu ve druhé polovině sedmdesátých let přestal hrát country hudbu a do konce života byl věrný stylu, který ho proslavil. Přestěhoval se do Harlingenu v jižním Texasu, odkud jezdil na koncerty do celého světa. V listopadu 1979 vystoupil v anglické televizi na charitativním koncertu pro královnu Alžbětu II. a poslední živý koncert měl v Jižní Africe v červnu 1980.

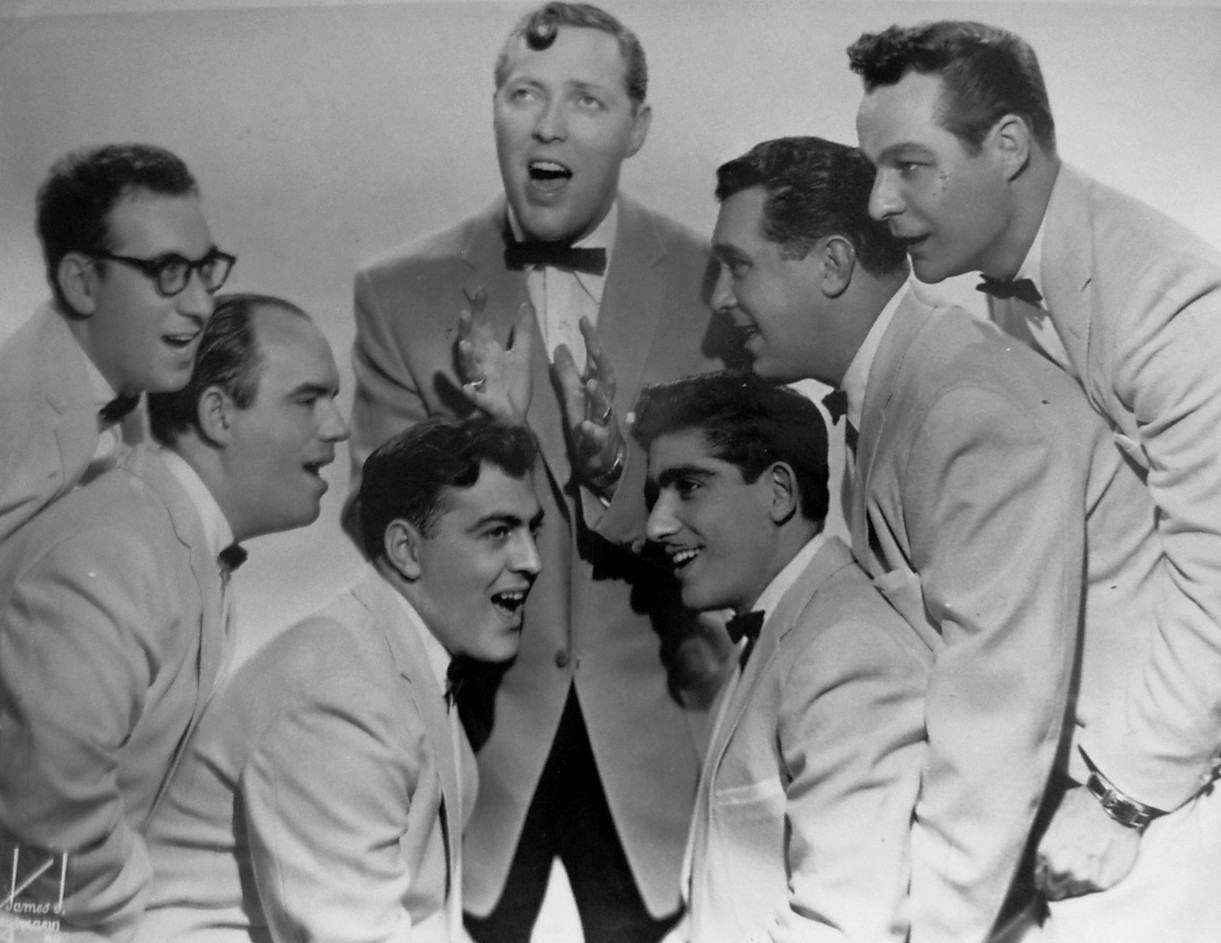
Bill Haley a Komety v roce 1956

Na podzim 1980 začal mít zdravotní potíže a byl mu diagnostikován neoperovatelný nádor na mozku. Jeho stav zhoršoval alkoholismus, se kterým bojoval už od sedmdesátých let. Po třech měsících zemřel ve svém domě v Texasu v pětapadesáti letech.
Bill Haley byl v roce 1987 uveden do Rokenrolové síně slávy.  Za svůj život prodal na celém světě asi 70 milionů gramofonových desek. V roce 2007 byla otevřena muzea Billa Haleyho a jeho kapely v Mnichově a Filadelfii. Při příležitosti 25. výročí úmrtí byl po něm v roce 2006 pojmenován asteroid 79896 Billhaley.

### Osobní život
Bill Haley se oženil třikrát:
- Dorothy Crowe (11. prosince 1946–14. listopadu 1952) (rozvod) (dvě děti)
- Barbara Joan Cupchak (18. listopadu 1952–1960) (rozvod) (pět dětí)
- Martha Velasco (1963–9. února 1981) (tři děti)